# Jean Djorkaeff
Jean Djorkaeff (27 d'octubre de 1939) és un exfutbolista francès d'origen polonès. És el pare dels futbolistes Youri Raffi Djorkaeff i Micha Djorkaeff.

## Selecció de França
Va formar part de l'equip francès a la Copa del Món de 1966. Fou jugador de clubs com Olympique de Lió, Olympique de Marseille i Paris Saint-Germain FC.